# Krakaudorf
Krakaudorf là một đô thị thuộc huyện Murau thuộc bang Steiermark, nước Áo. Đô thị Krakaudorf có diện tích 29,68 km², dân số thời điểm cuối năm 2005 là 652 người.

## Địa lý
Krakaudorf nằm trên một cao nguyên ở phía nam vùng Schladming Tauern.